# 內通博·南迪-恩代特瓦
恩德穆佩莉拉·內通博·南迪-恩代特瓦（；1952年10月29日—），經常被人以姓名縮寫NNN稱呼，納米比亞政治家、2025年3月起任總統，於2024年的大選中勝出，成為該國首位女總統。她在2024年2月起就任納米比亞副總統。